# Lucy Hayward Barker
Lucy Ellen Hayward Barker (* 29. November 1872 in Portage Lake, Maine; † 16. November 1948) war eine US-amerikanische impressionistische Malerin.

## Leben
Lucy Ellen Hayward wurde 1872 als Tochter von Jarvis Hayward und Eunice Brown in Portage Lake geboren.
Sie besuchte zunächst mit der St. John’s Academy die High School in Presque Isle, danach die St. Catherine’s Hall in Augusta. Von 1892 bis 1898 studierte sie an der School of the Museum of Fine Arts in Boston, bei Frank Weston Benson, Philip Leslie Hale und Edmund C. Tarbell. Danach eröffnete sie ein Studio in Boston, in dem sie bis 1906 malte und arbeitete. Im Jahr 1906 heiratete Hayward Roy Barker und zog mit ihm zurück nach Maine. Sie lebte in Presque Isle, gründete und versorgte eine Familie und erst im Jahr 1929 begann sie im Alter von 56 Jahren wieder zu malen.
Lucy Barker starb am 16. November 1948. Ihr Grab befindet sich auf dem  Fairmount Cemetery in Presque Isle.

## Werk
Barker malte im Stil des amerikanischen Impressionismus. Ihre Werke befinden sich in privaten Sammlungen und auch in den Sammlungen der University of Maine in Presque isle, dem Colby College und dem Bates College.
Ihre Zeichnung von Alice Tobey befindet sich in der Sammlung des Metropolitan Museum of Art. Weitere Gemälde sind im Besitz des Fine Arts Museums of San Francisco in San Francisco. Eine Sammlung ihrer Briefe wurde von ihrer Tochter dem Smithsonian Institution übergeben.